# 多度津自動車学校
株式会社多度津自動車学校（たどつじどうしゃがっこう）は、香川県仲多度郡多度津町にある香川県公安委員会指定自動車教習所を運営する企業である。

## 取得できる免許
- 普通自動車
- 普通自動二輪車

## 学校周辺
- 宇多姫神社
- 荒神宮
- 瀬戸大橋
- 金刀比羅宮
- 善通寺
- ゴールドタワー
- ニューレオマワールド
- 丸亀城
- ゆめタウン丸亀
- イオンタウン多度津

## 交通アクセス
- JR予讃線多度津駅から徒歩3分